# Homodes ornata
Homodes ornata är en fjärilsart som beskrevs av Walter Karl Johann Roepke 1938. Homodes ornata ingår i släktet Homodes och familjen nattflyn. Inga underarter finns listade i Catalogue of Life.